# Maurice Benard
Maurice Benard, nato Mauricio José Morales (San Francisco, 1º marzo 1963), è un attore statunitense.
È noto per il ruolo di Nico Kelly in La valle dei pini e di Sonny Corinthos in General Hospital.

## Filmografia parziale

### Cinema
- Ruby - Il terzo uomo a Dallas (Ruby), regia di John Mackenzie (1992)
- Mi vida loca, regia di Allison Anders (1994)
- Operation Splitsville, regia di Lynn Hamrick (1998)
- Restraining Order, regia di Lee H. Katzin (1999)
- We Married Margo, regia di J.D. Shapiro (2000)
- Joy, regia di David O. Russell (2015)
- Un amante tradito (A Lover Betrayed), regia di Jeff Hare (2017)
- Hold On, regia di Tarek Tohme (2019)
- Duke, regia di Anthony Gaudioso e James Gaudioso (2019)
- Equal Standard, regia di Brendan Kyle Cochrane (2020)

### Televisione
- La valle dei pini (1987-1989)
- Fascino letale (1991) - Film TV
- Lucy & Desi: Before the Laughter (1991) - Film TV
- I giustizieri della notte (1992)
- General Hospital (1993-in corso)
- I segreti del cuore (1996) - Film TV
- General Hospital: Twist of Fate (1996) - Film TV
- Port Charles (2000)
- Castle – serie TV, episodio 8x19 (2016)
- Victoria Gotti: My Father's Daughter (2019) - Film TV

## Doppiatori italiani
- Pierluigi Astore in Castle